# New Gold Dream (81-82-83-84)
New Gold Dream (81-82-83-84) is een album van de Schotse band Simple Minds uit 1982.

## Beschrijving
Er werden drie singles van het album getrokken: Promised You a Miracle, Glittering Prize en Someone Somewhere in Summertime.

## Nederland
New Gold Dream kwam de Album Top 50 binnen op 2 oktober 1982. Het stond negen weken in die lijst met als hoogste positie 33. Het album heeft voor Simple Minds in Nederland een doorbraak betekend. Speelde de band op 28 februari 1982 nog in de Lantaren te Rotterdam, het jaar daarop werden concerten gegeven in Carré en Paradiso.

## Sample
- Het titelnummer New Gold Dream (81-82-83-84) werd gesampled in Open Your Mind van U.S.U.R.A. en in Humanistic van Kawala.

## Musici
- Charles Burchill - gitaar en effecten
- Derek Forbes - bas
- Michael MacNeil - keyboard en effecten
- Jim Kerr - zang
- Mike Ogletree - percussie, drums op tracks 2,5,6
- Mel Gaynor - drums op tracks 1,4,6,7,8,9
- Kenny Hyslop - drums op track 3
- Sharon Campbell - zang op tracks 2,7
- Herbie Hancock - solo op track 8

## Muziek
| Nr. | Titel                           | Duur |
| --- | ------------------------------- | ---- |
| 1.  | Someone Somewhere in Summertime | 5:22 |
| 2.  | Colours Fly And Catherine Wheel | 3:49 |
| 3.  | Promised You a Miracle          | 4:28 |
| 4.  | Big Sleep                       | 5:27 |
| 5.  | Somebody Up There Likes You     | 5:45 |
| 6.  | New Gold Dream (81-82-83-84)    | 6:08 |
| 7.  | Glittering Prize                | 4:39 |
| 8.  | Hunter and the Hunted           | 6:09 |
| 9.  | King Is White and in the Crowd  | 7:32 |